# Công ước Viên về Quan hệ Ngoại giao
Công ước Viên về quan hệ ngoại giao năm 1961 là một hiệp ước quốc tế xác định khuôn khổ cho quan hệ ngoại giao giữa các nước độc lập. Nó chỉ định các đặc quyền của một phái bộ ngoại giao cho phép các nhà ngoại giao thực hiện chức năng của họ mà không sợ bị ép buộc hoặc quấy rối bởi nước sở tại. Đây là cơ sở pháp lý cho miễn trừ ngoại giao. Văn kiện của nó được coi là nền tảng của quan hệ quốc tế hiện đại. Tính đến tháng 10 năm 2018, nó đã được phê chuẩn bởi 192 quốc gia.
Lịch sử
Trong suốt lịch sử của các quốc gia có chủ quyền, các nhà ngoại giao đã được hưởng một vị thế đặc biệt. Chức năng đàm phán các thỏa thuận giữa các quốc gia đòi hỏi một số đặc quyền đặc biệt. Một phái viên từ một quốc gia khác được coi là khách mời, thông tin liên lạc của họ với đất nước của họ được coi là bí mật, và sự tự do của họ khỏi sự ép buộc và chinh phục bởi quốc gia chủ nhà được coi là cần thiết.
Nỗ lực đầu tiên để hệ thống miễn trừ ngoại giao thành luật ngoại giao diễn ra với Đại hội Vienna năm 1815. Điều này được tuân thủ nhiều năm sau đó bởi Công ước về các tùy viên ngoại giao (Havana, 1928).
Hiệp ước hiện nay về vị thế của các nhà ngoại giao là kết quả của một dự thảo do Ủy ban Pháp luật Quốc tế soạn thảo. Hiệp ước đã được thông qua vào ngày 18 tháng 4 năm 1961 trong Hội nghị Liên Hợp Quốc về Quan hệ ngoại giao và miễn trừ được tổ chức tại Vienna, Áo, và có hiệu lực lần đầu tiên vào ngày 24 tháng 4 năm 1964. Hội nghị này cũng đã thông qua Nghị định thư tùy chọn liên quan đến việc Công nhận Quốc tịch. Giải quyết tranh chấp bắt buộc, Đạo luật cuối cùng và bốn nghị quyết được sáp nhập vào Đạo luật đó.
Hai năm sau, Liên Hợp Quốc đã thông qua một hiệp ước có liên quan chặt chẽ, Công ước Viên về quan hệ lãnh sự.